# Malina Weissman
Malina Opal Weissman (12 de març de 2003) és una actriu i model nord-americana, coneguda pels seus papers com la jove April O'Neil a la pel·lícula Tortugues Ninja (2014) i com a Violet Baudelaire a la sèrie de Netflix A Sèries of Unfortunate Events (Una sèrie d'esdeveniments desafortunats).

## Vida i carrera
Malina Weissman és una actriu i model nascuda a Nova York. Va començar la seva carrera com a model a l'edat de vuit anys, seguint els passos de la seva mare, l'agència de la qual la va descobrir. Va aparèixer en importants marques de dissenyadors com Calvin Klein, Ralph Lauren, Levi's, Benetton, DKNY, H&M, entre molts altres. Com a actriu va aparèixer en anuncis comercials per ACT Mouthwash, Maybelline, Purell i My Little Pony.[cita 
Va fer el seu debut en la gran pantalla en 2014 com la versió jove del personatge de April O'Neil en la pel·lícula de ciència-ficció Tortugues Ninja, interpretada com a adulta per Megan Fox.
Al 2015, Malina va aparèixer a la sèrie de CBS i Warner Bros. Television Supergirl com Kara Zor-El, actuada com adult per Melissa Benoist.
Al 2016, Malina va participar en la pel·lícula Thirsty, i va tenir la funció significativa de Rebecca Brand a la comèdia Nine Lives, també protagonitzat per Kevin Spacey i Jennifer Garner, la qual va ser estrenada a l'agost de 2016.
Al 2017, Malina va fer el paper de Violet Baudelaire a la sèrie de Netflix A Series of Unfortunate Events.

## Filmografia

### Pel·lícules
| Any  | Títol           | Paper             | Notes |
| ---- | --------------- | ----------------- | ----- |
| 2014 | Tortugues Ninja | Jove April O'Neil |       |
| 2016 | Thirsty         | Chica de rosa     |       |
| 2016 | Nine Lives      | Rebecca Brand     |       |

### Televisió
| Any Març 12, 2003 Març 12, 2003 Març 12, 2003 Març 12, 2003 Març 12, 2003 Març 12, 2003 Març 12, 2003 Març 12, 2003 Març 12, 2003 | Paper                                   | Notes             |                              |
| --- | --------------------------------------- | ----------------- | ---------------------------- |
| 2015 –2016 | Difficult People                        | Renee Epstein     | 2 episodis                   |
| 2015 –2016 | Supergirl                               | Jove Kara Zor-El  | 7 episodis                   |
| 2017-2019 | Una Sèrie D'Esdeveniments Desafortunats | Violet Baudelaire | 25 episodis: paper principal |